# Треугольник Гарлянда
Треугольник Гарлянда — треугольное пространство нерезкого перкуторного притупления с тимпаническим оттенком между позвоночником и восходящей частью линии Дамуазо, характерное для экссудативного плеврита (при достаточном объёме плеврального выпота).
Вершина треугольника Гарлянда обращена вниз, сторонами служат позвоночник и линия Дамуазо, а основанием — прямая, соединяющая высшую точку линии Дамуазо с позвоночником. Появление этого треугольника притуплённого тимпанита обусловлено частичным спадением лёгкого под давлением экссудата. Голосовое дрожание, так же как и бронхофония, в этой зоне усилено и объясняется уплотнением поджатого жидкостью лёгкого. При аускультации здесь же обнаруживается дыхание с бронхиальным оттенком или же бронхиальное дыхание.